# 那能乡
那能乡，是中华人民共和国云南省文山壮族苗族自治州富宁县下辖的一个乡镇级行政单位。

## 行政区划
那能乡下辖以下地区：
那能村、弄停村、那瓜村、登合村、那吉村、那法村、那拉村和六温村。